# Gewog di Naro
Il gewog di Naro è uno degli otto raggruppamenti di villaggi del distretto di Thimphu, nella regione Occidentale, in Bhutan.